# HITT

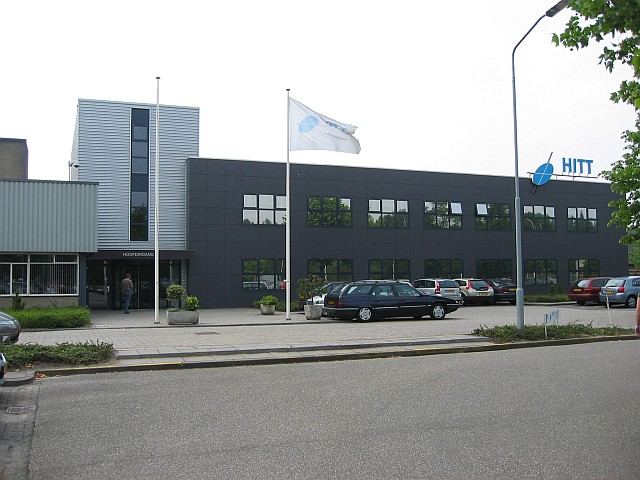
Voormalig hoofdkantoor van HITT in Apeldoorn

HITT staat voor Holland Institute of Traffic Technology. HITT is een ICT-bedrijf uit Apeldoorn dat zich heeft gespecialiseerd in radarsystemen en -toepassingen. HITT en Thales uit Hengelo zijn de twee enige Nederlandse bedrijven die radarsystemen kunnen leveren. Waar Thales zich echter heeft gespecialiseerd in militaire toepassingen, is HITT voornamelijk in de civiele sector actief. HITT is via een managementbuy-out voortgekomen uit de civiele tak van Hollandse Signaalapparaten, de voorganger van het huidige Thales Hengelo. In 2012 is het bedrijf overgenomen door Saab.

## Activiteiten
HITT is zowel in de luchtvaart- als in de scheepvaartsector actief. In de luchtvaartsector concentreert het bedrijf zich op Surface Movement systemen, ofwel het verkeer op de luchthaven zelf (dat wil zeggen niet hoog in de lucht). Het heeft hiertoe een eigen A-SMGCS (Advanced Surface Movement Guidance and Control System) ontwikkeld. In de scheepvaartsector levert HITT verkeersbegeleidingssystemen voor havens, drukke vaarwegen en sinds enige tijd ook voor boorplatforms die in de buurt van scheepvaartroutes staan. Ook worden tegenwoordig systemen voor kustbewaking verkocht.
HITT heeft zelf geen productiefaciliteit voor radar-hardware. De hardware wordt ingekocht, geïntegreerd met HITT's eigen software, en vervolgens wordt het geheel als compleet systeem verkocht. Het bedrijf heeft een personeelsbestand van circa 180 personen.
HITT is een Associate Member van CANSO en een Industrial Member van IALA.

### Projecten
Nederland:
- de radarketen langs de Nieuwe Waterweg vanaf Hoek van Holland tot in Rotterdam
- de Schelde radarketen vanaf Vlissingen tot in Antwerpen
- de Waalradars bij Nijmegen
- radars langs het Amsterdam-Rijnkanaal
- radars bij de sluizen van IJmuiden
- de radarketen langs het Noordzeekanaal van IJmuiden tot in Amsterdam
- Den Helder
- Enkhuizen
- de Waddeneilanden
- een systeem in Dordrecht
- een kustwachtsysteem op de Antillen

Buitenland:
Scheepvaart:
- de haven van Hongkong
- de haven van Macau
- de uitbreiding van de haven van Shanghai, de Yangshan Deepwater Port
- de haven van Xiamen
- de haven van Zhanjiang
- de haven van Cezidao
- de Golf van Gdansk
- de haven van Tallinn
- het Donau-Zwarte Zeekanaal
- de Golf van Kachchh (India)
- de haven van Gent
- de haven van Antwerpen

Luchtvaart:
- de 2 luchthavens van Shanghai: Pudong en Hongqiao
- de luchthaven van Peking
- de luchthaven van Taipei
- de 2 luchthavens van Moskou: Vnukovo en Domodedovo
- de luchthaven van Stockholm (Arlanda)
- de luchthaven van Helsinki (Vantaa)
- de luchthaven van Göteborg (Landvetter)
- de luchthaven van Oslo (Gardermoen)
- de luchthaven van Bergen (Flesland)
- de luchthaven van Stavanger
- de luchthaven van Kopenhagen (Kastrup)
- de luchthaven van Boedapest (Ferihegy)
- de luchthaven van Manchester
- de luchthaven van Leipzig
- de luchthaven van Frankfurt

- de luchthaven van München
- de luchthaven van Caïro
- de luchthaven van Mumbai
- de luchthaven van Chennai
- de luchthaven van Kolkata
- de luchthaven van Chengdu
- de luchthaven van Xi'an
- de luchthaven van Ürümqi
- de luchthaven van San Jose (Californië)
- de luchthaven van Ho Chi Minhstad
- de luchthaven van Istanboel
- de luchthaven van Ankara
- de luchthaven van Antalya

## HITT groep
Waar in het bovenstaande over HITT wordt gesproken, wordt in feite HITT Traffic B.V. bedoeld. Dit bedrijf vormt echter samen met enkele zusterbedrijven de HITT Groep. Deze zusterbedrijven zijn:
- QPS uit Zeist, een bedrijf dat software voor hydrografie-toepassingen ontwikkelt
- Klein Systems uit Burnaby (Brits-Columbia), Canada, fabrikant van haven-management software
- AD Navigation uit Sarpsborg, Noorwegen, fabrikant van satelliet-navigatieapparatuur voor de scheepvaartsector

Het moederbedrijf, HITT N.V., heeft evenals HITT Traffic zijn vestiging in Apeldoorn.
In 2004 richtte HITT samen met Lloyd's Register de joint venture genaamd AIS Live op, die werkt aan het opzetten van AIS ketens langs kusten in de gehele wereld. Beide bedrijven hadden een 50% belang in AIS Live. Op 11 februari 2008 maakte HITT bekend dat het zijn 50% belang had verkocht aan Lloyd's, dat daardoor volledig eigenaar werd van AIS Live.

## Economische crisis
Op 1 september 2009 meldden media dat HITT in augustus tien ontslagen heeft doorgevoerd, na eerder gedurende hetzelfde jaar reeds de organisatie met 15 arbeidsplaatsen te hebben afgeslankt door het niet verlengen van contracten. De reductie van de werkgelegenheid is het gevolg van de verminderde vraag naar de diensten van HITT, een gevolg van de afname van het lucht- en scheepvaartverkeer door de economische teruggang, Toen de vraag vanuit de markt weer begon aan te trekken ging HITT vooral met flexwerkers in zee, om zo beter te kunnen anticiperen op schommelingen in de markt. Dit bleek geen onverdeeld succes, door de uitloop van enkele grote projecten viel de inhuurcapaciteit relatief duur uit, wat de winst drukte.

## Overname door Saab
Op 7 juni 2012 maakte het Zweedse defensieconcern Saab bekend HITT te willen overnemen. Saab bood 6,60 euro per aandeel hetgeen een totale waarde voor HITT impliceerde van zo'n 30 miljoen euro. Het bod werd gesteund door het bestuur en de raad van commissarissen van HITT en diverse aandeelhouders, die gezamenlijk 73,6% van de aandelen in bezit hadden, wilden hun stukken aanbieden. HITT had begin juni 188 werknemers in dienst in Europa, Noord-Amerika en Hongkong. Saab verwacht de activiteiten van HITT zonder problemen te kunnen opnemen in zijn eigen veiligheids- en verkeersdiensten. De overname heeft volgens beide bedrijven nauwelijks gevolgen voor de werkgelegenheid.
Op 27 augustus 2012 werd bekendgemaakt dat een - vooralsnog niet nader genoemde - Chinese partij zich op 30 juli in de strijd heeft gemengd met een hoger bod van 7,26 euro per aandeel. De directie van HITT is met deze partij in overleg gegaan. Eveneens op 27 augustus maakte de houdstermaatschappij van HITT bekend dat zij gedurende dit overleg overeenstemming met Saab bereikt heeft om haar aandelenpakket in HITT (53%) definitief aan Saab te verkopen voor 7,00 euro per aandeel. De transactie zou nog diezelfde dag (27 augustus) afgerond worden. Hierdoor zou de Chinese partij in ieder geval geen meerderheidsbelang meer kunnen verwerven, tenzij Saab de aandelen alsnog zou doorverkopen. HITT-bestuursvoorzitter Sjoerd Jansen ziet dat echter niet gebeuren. In een eerste reactie aan het ANP meldt hij dat er belangrijke "onzekerheden en zorgen" zitten in het Chinese bod die het minder aantrekkelijk maken. Jansen en de rest van het bestuur blijven Saab dan ook hun volledige steun geven.
Op 3 oktober 2012 maakten Saab en HITT bekend dat Saab bij het verlopen van de aanmeldingstermijn op 2 oktober 96,7% van de aandelen HITT in bezit had. Na een uitkoopprocedure is de notering van HITT aan de Euronext Amsterdam beëindigd.

## Omzet- en winstgeschiedenis
| Jaar | Omzet          | Nettoresultaat | Werknemers |
| ---- | -------------- | -------------- | ---------- |
| 2007 | € 31,8 miljoen | € 0,3 miljoen  | 140        |
| 2008 | € 30,9 miljoen | € 4,8 miljoen  | 156        |
| 2009 | € 32,3 miljoen | € 0,3 miljoen  | 168        |
| 2010 | € 36,2 miljoen | € 2,2 miljoen  | 158        |
| 2011 | € 40,7 miljoen | € 3,4 miljoen  | 182        |